# Valdemora
Valdemora est une commune d'Espagne dans la province de León, communauté autonome de Castille-et-León. 

## Géographie et démographie
Elle s'étend sur 13,4 km2 et comptait environ 79 habitants en 2015.